# Falsometopides fuscomaculatus
Falsometopides fuscomaculatus är en skalbaggsart som beskrevs av Stefan von Breuning 1957. Falsometopides fuscomaculatus ingår i släktet Falsometopides och familjen långhorningar.
Artens utbredningsområde är Madagaskar. Inga underarter finns listade i Catalogue of Life.